# Mycetophila neotriangulifera
Mycetophila neotriangulifera är en tvåvingeart som beskrevs av Duret 1991. Mycetophila neotriangulifera ingår i släktet Mycetophila och familjen svampmyggor. Inga underarter finns listade i Catalogue of Life.